# 大成栈旧址
大成栈旧址，位于山东省烟台市福山区盐场村，是中华人民共和国山东省文物保护单位之一。
2006年12月7日，授予山东省文物保护单位，是一座近现代重要史迹及代表性建筑。